# メルキー・カブレラ
メルキー・カブレラ・アスタシオ（Melky Cabrera Astacio, 1984年8月11日 - ）は、ドミニカ共和国サントドミンゴ出身の元プロ野球選手（外野手）。左投両打。愛称はメルク・メン（Melk men）。
2021年開催の東京オリンピック 野球 銅メダリスト。

## 経歴

### プロ入りとヤンキース時代

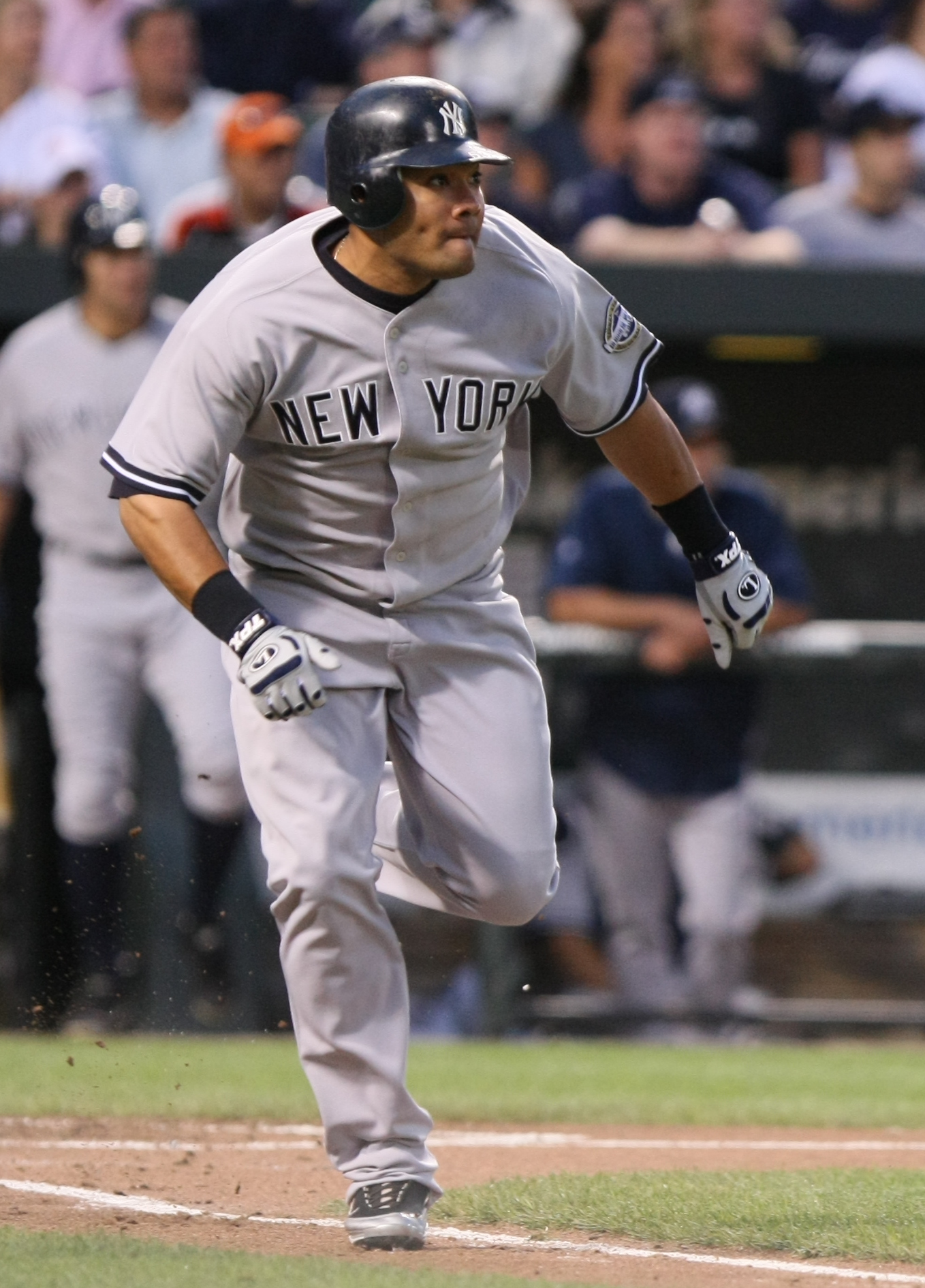
ニューヨーク・ヤンキース時代
（2009年8月31日）

2001年11月、カブレラが17歳の時、ボストン・レッドソックスがカブレラを視察に訪れる予定であることを知ったヤンキースは、その前日に自らのアカデミーにカブレラを招待。その日行われた試合に出場したカブレラは2打席で左右両打席本塁打を放ち、ヤンキースはそのままカブレラと11月13日に入団契約を結んだ。
2005年7月にメジャーデビュー。しかし「まるで地に足が着いていない感じだった」と本人が語るように、マイナーリーグ時代は安定していた守備面でミスを連発し、特にレッドソックス戦では捕球ミスによってジョニー・デイモンにランニング本塁打を許した。結局この年は6試合出場で打撃面でも打率.211に終わる。
2006年はAAA級コロンバス・クリッパーズで開幕を迎え、31試合で打率.385、OPS.996を記録。5月9日に正右翼手ゲイリー・シェフィールドの穴埋めとしてメジャー再昇格を果たす。5月11日に松井秀喜が左手首を骨折し長期離脱すると、翌12日から松井の代わりに左翼に定着し、バーニー・ウィリアムスと共に故障者続きだったチームの救世主的存在となった。結局、この年は130試合に出場し、打率.280、守備でも12補殺（リーグ2位タイ）と強肩を発揮。6月6日のレッドソックス戦でマニー・ラミレスが放った本塁打性の打球をグラブを伸ばして捕球したプレーは、ファン投票で決定される「2006年のベストプレー」に選ばれている。ジョー・トーリ監督は、これらの活躍を見せたカブレラがヤンキースの地区優勝に不可欠だったという旨のコメントを残している。
2007年、ヤンキースの外野手陣には松井の他にボビー・アブレイユやジョニー・デイモンがおり、更に指名打者にもジェイソン・ジアンビを起用予定と、カブレラはポジションを保障されていない状況でシーズンを迎えた。しかし、松井が開幕直後に左太股を痛めて故障者リスト入りすると、前年同様、松井に代わって正左翼手として出場。松井復帰後6月頃からは正中堅手のポジションを奪取。シーズン通算で150試合に出場し打率.273、8本塁打、73打点・16補殺（リーグ3位タイ）という成績を挙げている。
2008年は前年のシーズン終了後にトーリが退団し、ジョー・ジラルディが新監督に就任。ジラルディは引き続きカブレラを正中堅手として起用した。しかし8月16日に成績不振によりAAA級スクラントン・ウィルクスバリ・ヤンキースに降格となる。
2009年1月20日にヤンキースと140万ドルの1年契約に合意。8月3日のシカゴ・ホワイトソックス戦でサイクル安打を記録した。ヤンキースでは14年ぶり15人目となる記録だった。この年は154試合に出場して打率.274、13本塁打、68打点、10盗塁の成績を残した。

### ブレーブス時代
2009年12月22日にハビアー・バスケス、ブーン・ローガンとのトレードで、マイク・ダン、アローディス・ビスカイーノと共にアトランタ・ブレーブスへ移籍した。
2010年は147試合に出場して打率.255、4本塁打、42打点、7盗塁の成績を残した。オフの10月19日に放出された。

### ロイヤルズ時代

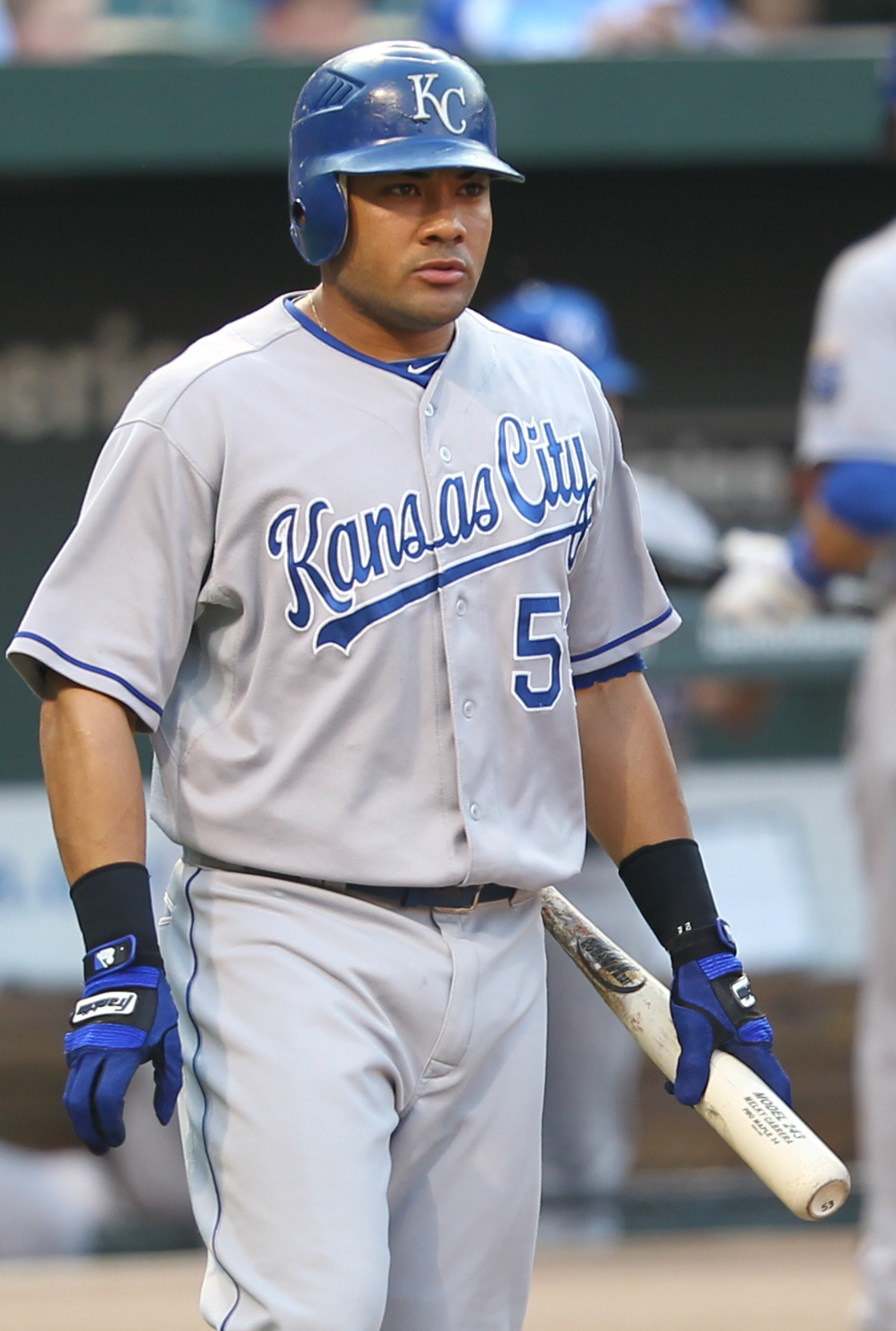
カンザスシティ・ロイヤルズ時代
（2011年5月25日）

2010年12月10日にカンザスシティ・ロイヤルズと125万ドルの1年契約を結んだ。
2011年は、キャリアハイの打率.305、18本塁打、87打点、20盗塁、アメリカンリーグで4位となる201安打を放つ。ロイヤルズで200安打を達成した史上6人目の選手となった。

### ジャイアンツ時代

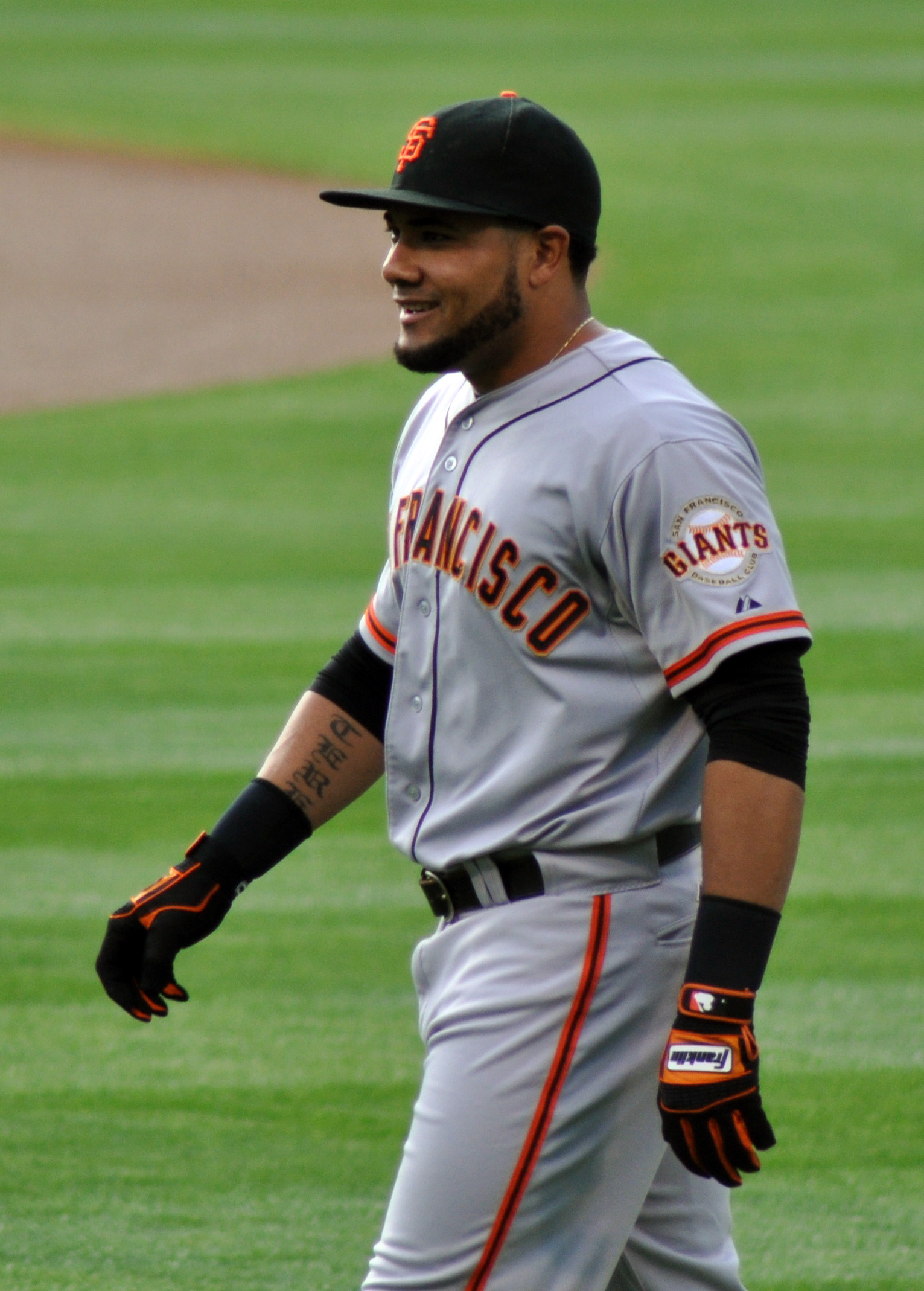
サンフランシスコ・ジャイアンツ時代
（2012年6月23日）

2011年11月7日にジョナサン・サンチェス、ライアン・ベルドゥーゴとのトレードで、サンフランシスコ・ジャイアンツへ移籍した。
2012年1月17日にジャイアンツと220万ドル+出来高20万ドルの1年契約に合意。7月には初出場のオールスターで2安打1本塁打と活躍し、MVPを獲得。しかし8月15日にドーピング検査でテストステロンに陽性反応を示したため50試合の出場停止処分を科された。この影響もあってか、ワールドシリーズのメンバーから外れた。出場停止時点において首位打者であったが、シーズン通算の規定打席数502には1打席足らなかった。不足分を凡打として計算した打率による認定首位打者の権利はあったが、辞退する事をMLB機構が了承。ジャイアンツの同僚バスター・ポージーが繰り上がりで首位打者になった。オフの10月29日にFAとなった。

### ブルージェイズ時代
2012年11月19日にトロント・ブルージェイズと1600万ドルの2年契約を結んだ。

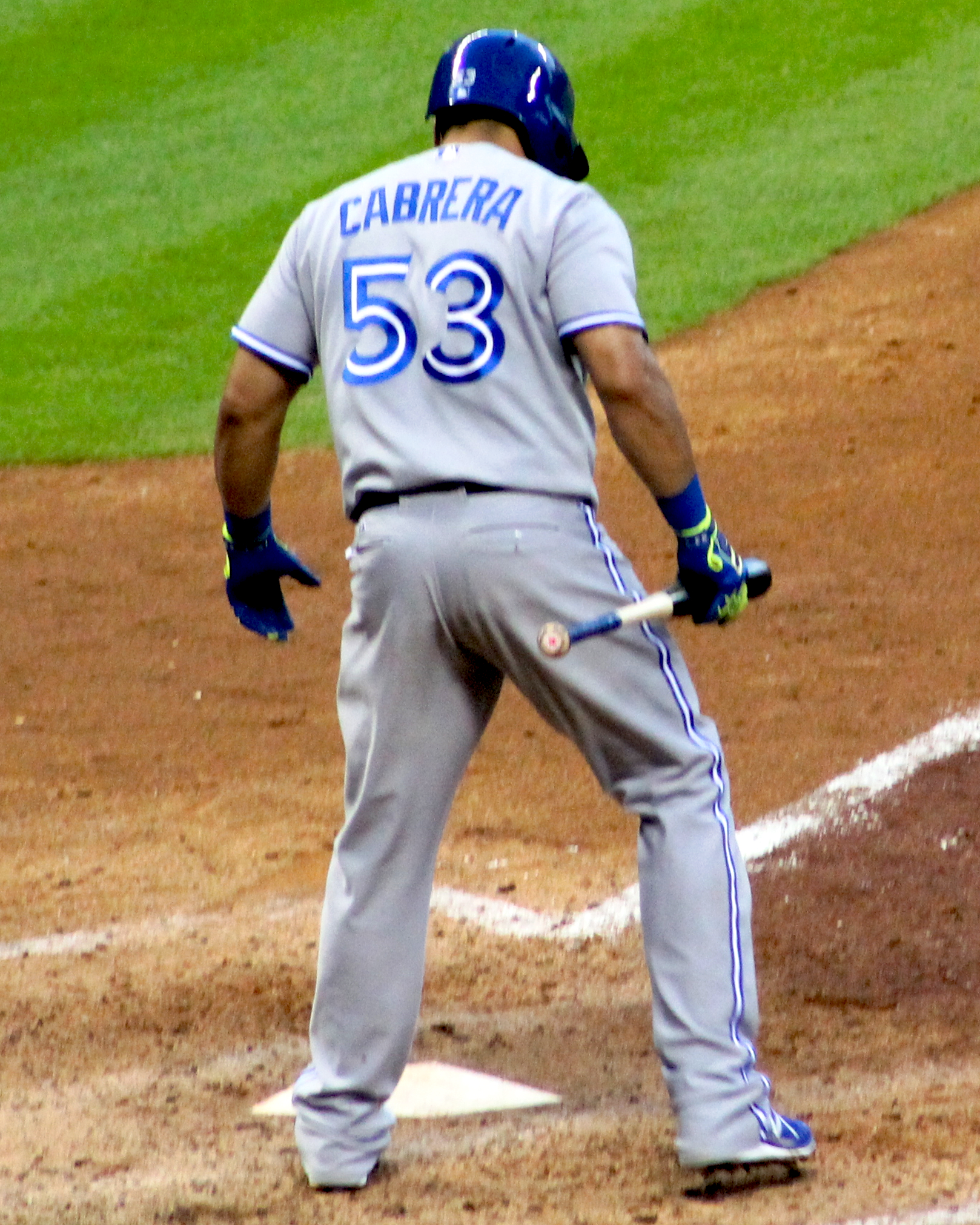
トロント・ブルージェイズ時代
（2014年8月2日）

2013年開幕前の3月に開催された第3回ワールド・ベースボール・クラシック（WBC）にドミニカ代表暫定メンバーに選出されたが、2月2日に薬物の影響で辞退した。バイオジェネシス・スキャンダルで禁止薬物の購入が発覚したが、既に処分を受けていたために追加処分は科されなかった。開幕後は正左翼手として出場していたが、6月27日に左膝の故障で15日間の故障者リスト入りした。7月21日に復帰したが、8月1日に再び左膝の故障で15日間の故障者リスト入りした。9月3日に60日間の故障者リストへ異動し、そのままシーズンを終えた。この年は故障の影響で88試合の出場にとどまり、打率.279、3本塁打、30打点、2盗塁だった。
2014年も開幕ロースター入りし、3・4月は月間打率.342を記録するなど開幕から好調で、また7月にも月間打率.356を記録した。9月5日のレッドソックス戦で右手小指を骨折し、8日に15日間の故障者リスト入りしたため、以降の出場はなくシーズン終了を迎えたものの、シーズン通算で139試合に出場し、自身2011年以来3年ぶりとなる規定打席に到達。リーグ9位の打率.301を記録した。オフの10月30日にFAとなった。11月1日にブルージェイズが1530万ドルのクオリファイング・オファーを提示したが、11月10日に拒否した。

### ホワイトソックス時代
2014年12月16日にホワイトソックスと総額4200万ドルの3年契約を結んだ。同日、同時期に入団したジェフ・サマージャ、デビッド・ロバートソンと共に入団会見を行った。背番号は、「53」に決まった。
2015年は左翼手のレギュラーに固定され、メジャーデビュー以来で自己最多の158試合に出場した。打撃面では打率.273、12本塁打、77打点（当時自己2位）という成績を残し、他にはリーグ10位タイとなる36二塁打を放った。なお、12号本塁打はカブレラにとっての通算100号本塁打である。
2016年は151試合に出場して打率.296、14本塁打、86打点、OPS.800という好成績を記録した。打撃復活し、ホセ・アブレイユやトッド・フレイジャーらと共に打線の中核を担った。
2017年に第4子出産に立ち会うため、チームを離脱したが、4月17日に復帰した。

### ロイヤルズ復帰
2017年7月30日にA.J.パケット、アンドレ・デービスとのトレードで、ロイヤルズへ移籍した。オフの11月2日にFAとなった。

### インディアンス時代
2018年5月1日にクリーブランド・インディアンスとマイナー契約を結び、7日に傘下のAAA級コロンバスへ配属された。5月20日にメジャー契約を結んでアクティブ・ロースター入りした。6月14日にDFAとなり、16日にマイナー契約でAAA級コロンバスへ配属された。7月20日に再びメジャー契約を結んでアクティブ・ロースター入りした。この年は78試合に出場して打率.280、6本塁打、39打点、1盗塁を記録した。オフの10月29日にFAとなった。

### パイレーツ時代
2019年2月11日にピッツバーグ・パイレーツとマイナー契約を結び、スプリングトレーニングに招待選手として参加することになった。3月23日にパイレーツとメジャー契約を結ぶことが報じられた。オフの10月31日にFAとなった。

### パイレーツ退団後
2020年6月29日にニューヨーク・メッツとマイナー契約を結んだが、7月22日に自由契約となった。
2021年1月14日に現役引退を表明。

## 人物
メルキーという名前が英語のmilk（牛乳）に似ていることから、ヤンキース時代、チーム内では Leche （レチェ：スペイン語で「牛乳」の意）という愛称で呼ばれている。ファン掲示板では「Milkman」と呼ばれ、活躍したときは「Milkman delivers」（配達と打撃のかけことば）と書かれた。また、アメリカ合衆国で展開された広告キャンペーン "Got Milk?" のパロディで "Got Melky?" と書かれたTシャツが販売されている。

## 詳細情報

### 年度別打撃成績
| 年 度     | 球 団     | 試 合 | 打 席 | 打 数 | 得 点 | 安 打 | 二 塁 打 | 三 塁 打 | 本 塁 打 | 塁 打 | 打 点 | 盗 塁 | 盗 塁 死 | 犠 打 | 犠 飛 | 四 球 | 敬 遠 | 死 球 | 三 振 | 併 殺 打 | 打 率 | 出 塁 率 | 長 打 率 | O P S |
| --------- | --------- | ----- | ----- | ----- | ----- | ----- | -------- | -------- | -------- | ----- | ----- | ----- | -------- | ----- | ----- | ----- | ----- | ----- | ----- | -------- | ----- | -------- | -------- | ----- |
| 2005      | NYY       | 6     | 19    | 19    | 1     | 4     | 0        | 0        | 0        | 4     | 0     | 0     | 0        | 0     | 0     | 0     | 0     | 0     | 2     | 0        | .211  | .211     | .211     | .421  |
| 2006      | NYY       | 130   | 524   | 460   | 75    | 129   | 26       | 2        | 7        | 180   | 50    | 12    | 5        | 5     | 1     | 56    | 3     | 2     | 59    | 9        | .280  | .360     | .391     | .752  |
| 2007      | NYY       | 150   | 612   | 545   | 66    | 149   | 24       | 8        | 8        | 213   | 73    | 13    | 5        | 10    | 9     | 43    | 0     | 5     | 68    | 14       | .273  | .327     | .391     | .718  |
| 2008      | NYY       | 129   | 453   | 414   | 42    | 103   | 12       | 1        | 8        | 141   | 37    | 9     | 2        | 4     | 3     | 29    | 5     | 3     | 58    | 11       | .249  | .301     | .341     | .641  |
| 2009      | NYY       | 154   | 540   | 485   | 66    | 133   | 28       | 1        | 13       | 202   | 68    | 10    | 2        | 4     | 4     | 43    | 4     | 4     | 59    | 15       | .274  | .336     | .416     | .752  |
| 2010      | ATL       | 147   | 509   | 458   | 50    | 117   | 27       | 3        | 4        | 162   | 42    | 7     | 1        | 5     | 3     | 42    | 11    | 1     | 64    | 15       | .255  | .317     | .354     | .671  |
| 2011      | KC        | 155   | 706   | 658   | 102   | 201   | 44       | 5        | 18       | 309   | 87    | 20    | 10       | 7     | 5     | 35    | 3     | 1     | 94    | 12       | .305  | .339     | .470     | .809  |
| 2012      | SF        | 113   | 501   | 459   | 84    | 159   | 25       | 10       | 11       | 237   | 60    | 13    | 5        | 1     | 5     | 36    | 4     | 0     | 63    | 8        | .346  | .390     | .516     | .906  |
| 2013      | TOR       | 88    | 372   | 344   | 39    | 96    | 15       | 2        | 3        | 124   | 30    | 2     | 2        | 2     | 3     | 23    | 0     | 0     | 47    | 7        | .279  | .322     | .360     | .682  |
| 2014      | TOR       | 139   | 621   | 568   | 81    | 171   | 35       | 3        | 16       | 260   | 73    | 6     | 2        | 2     | 5     | 43    | 3     | 3     | 67    | 19       | .301  | .351     | .458     | .808  |
| 2015      | CWS       | 158   | 683   | 629   | 70    | 172   | 36       | 2        | 12       | 248   | 77    | 3     | 0        | 2     | 10    | 40    | 2     | 2     | 88    | 18       | .273  | .314     | .394     | .709  |
| 2016      | CWS       | 151   | 646   | 591   | 70    | 175   | 42       | 5        | 14       | 269   | 86    | 2     | 0        | 3     | 5     | 47    | 2     | 0     | 69    | 17       | .296  | .345     | .455     | .800  |
| 2017      | CWS       | 98    | 428   | 397   | 54    | 117   | 17       | 0        | 13       | 107   | 56    | 0     | 0        | 2     | 3     | 25    | 1     | 1     | 52    | 7        | .295  | .336     | .436     | .771  |
| 2017      | KC        | 58    | 238   | 223   | 24    | 60    | 13       | 2        | 4        | 89    | 29    | 1     | 2        | 0     | 3     | 22    | 0     | 1     | 22    | 12       | .269  | .303     | .399     | .702  |
| '17計     | KC        | 156   | 666   | 620   | 70    | 177   | 30       | 2        | 17       | 262   | 85    | 1     | 2        | 2     | 6     | 36    | 1     | 2     | 74    | 19       | .285  | .324     | .423     | .746  |
| 2018      | CLE       | 78    | 278   | 250   | 28    | 70    | 17       | 0        | 6        | 105   | 39    | 1     | 1        | 0     | 5     | 20    | 0     | 3     | 38    | 10       | .280  | .335     | .420     | .755  |
| 2019      | PIT       | 144   | 397   | 378   | 43    | 106   | 22       | 1        | 7        | 151   | 47    | 2     | 0        | 1     | 0     | 17    | 3     | 1     | 41    | 14       | .280  | .313     | .399     | .713  |
| MLB：15年 | MLB：15年 | 1887  | 7527  | 6878  | 895   | 1962  | 383      | 45       | 144      | 2867  | 854   | 101   | 37       | 48    | 64    | 510   | 41    | 27    | 891   | 181      | .285  | .334     | .417     | .751  |

- 各年度の太字はリーグ最高

### 年度別守備成績
| 年 度 | 球 団 | 中堅（CF） | 中堅（CF） | 中堅（CF） | 中堅（CF） | 中堅（CF） | 中堅（CF） | 左翼（LF） | 左翼（LF） | 左翼（LF） | 左翼（LF） | 左翼（LF） | 左翼（LF） | 右翼（RF） | 右翼（RF） | 右翼（RF） | 右翼（RF） | 右翼（RF） | 右翼（RF） |
| 年 度 | 球 団 | 試 合      | 刺 殺      | 補 殺      | 失 策      | 併 殺      | 守 備 率   | 試 合      | 刺 殺      | 補 殺      | 失 策      | 併 殺      | 守 備 率   | 試 合      | 刺 殺      | 補 殺      | 失 策      | 併 殺      | 守 備 率   |
| ----- | ----- | ---------- | ---------- | ---------- | ---------- | ---------- | ---------- | ---------- | ---------- | ---------- | ---------- | ---------- | ---------- | ---------- | ---------- | ---------- | ---------- | ---------- | ---------- |
| 2005  | NYY   | 6          | 9          | 0          | 0          | 0          | 1.000      | -          | -          | -          | -          | -          | -          | -          | -          | -          | -          | -          | -          |
| 2006  | NYY   | 4          | 8          | 0          | 0          | 0          | 1.000      | 116        | 217        | 12         | 1          | 1          | .996       | 8          | 20         | 0          | 1          | 0          | .952       |
| 2007  | NYY   | 131        | 346        | 14         | 4          | 1          | .989       | 18         | 34         | 2          | 0          | 0          | 1.000      | 5          | 5          | 0          | 0          | 0          | 1.000      |
| 2008  | NYY   | 117        | 272        | 7          | 4          | 1          | .986       | 8          | 4          | 0          | 0          | 0          | 1.000      | 5          | 8          | 0          | 0          | 0          | 1.000      |
| 2009  | NYY   | 103        | 266        | 2          | 0          | 1          | 1.000      | 40         | 38         | 0          | 1          | 0          | .974       | 48         | 36         | 1          | 2          | 0          | .949       |
| 2010  | ATL   | 55         | 95         | 4          | 3          | 1          | .971       | 84         | 82         | 3          | 1          | 1          | .988       | 25         | 36         | 1          | 0          | 0          | 1.000      |
| 2011  | KC    | 144        | 316        | 13         | 3          | 7          | .991       | 12         | 15         | 0          | 0          | 0          | 1.000      | 2          | 0          | 0          | 0          | 0          | ----       |
| 2012  | SF    | -          | -          | -          | -          | -          | -          | 106        | 185        | 6          | 4          | 3          | .979       | 11         | 13         | 1          | 0          | 0          | 1.000      |
| 2013  | TOR   | -          | -          | -          | -          | -          | -          | 77         | 126        | 3          | 1          | 0          | .982       | -          | -          | -          | -          | -          | -          |
| 2014  | TOR   | 1          | 1          | 0          | 0          | 0          | 1.000      | 133        | 230        | 13         | 2          | 3          | .992       | 4          | 9          | 0          | 0          | 0          | 1.000      |
| 2015  | CWS   | -          | -          | -          | -          | -          | -          | 150        | 220        | 8          | 5          | 0          | .979       | -          | -          | -          | -          | -          | -          |
| 2016  | CWS   | -          | -          | -          | -          | -          | -          | 147        | 232        | 12         | 3          | 0          | .988       | -          | -          | -          | -          | -          | -          |
| 2017  | CWS   | -          | -          | -          | -          | -          | -          | 92         | 150        | 9          | 2          | 0          | .988       | -          | -          | -          | -          | -          | -          |
| 2017  | KC    | -          | -          | -          | -          | -          | -          | 12         | 22         | 0          | 0          | 0          | 1.000      | 46         | 65         | 3          | 0          | 0          | 1.000      |
| '17計 | KC    | -          | -          | -          | -          | -          | -          | 104        | 172        | 9          | 2          | 0          | .989       | 46         | 65         | 3          | 0          | 0          | 1.000      |
| 2018  | CLE   | -          | -          | -          | -          | -          | -          | 4          | 7          | 0          | 0          | 0          | 1.000      | 68         | 92         | 4          | 0          | 1          | 1.000      |
| 2019  | PIT   | -          | -          | -          | -          | -          | -          | 24         | 28         | 0          | 0          | 0          | 1.000      | 74         | 85         | 5          | 1          | 1          | .989       |
| MLB   | MLB   | 561        | 1273       | 40         | 14         | 11         | .989       | 1023       | 1590       | 68         | 20         | 8          | .988       | 296        | 369        | 15         | 4          | 2          | .990       |

- 各年度の太字はリーグ最高

### 表彰
- MLBオールスターゲームMVP：1回（2012年）

### 記録
MiLB
- オールスター・フューチャーズゲーム選出：1回（2005年）

MLB
- MLBオールスターゲーム選出：1回（2012年）
- サイクル安打：1回（2009年8月2日）

### 代表歴
- 2020年東京オリンピックの野球競技・ドミニカ共和国代表

### 背番号
- 39（2005年）
- 28（2006年 - 2008年）
- 53（2009年 - 2019年）